# Phryganoporus nigrinus
Phryganoporus nigrinus là một loài nhện trong họ Desidae.
Loài này thuộc chi Phryganoporus. Phryganoporus nigrinus được miêu tả năm 1908 bởi Eugène Simon.